# Галансков Юрій Тимофійович
Галансков Юрій Тимофійович (рос. Галансков Юрий Тимофеевич; 19 червня 1939, Москва — 4 листопада 1972, Барашево, Мордовія) — російський радянський поет, історик, дисидент. Учасник російського правозахисного руху. Політв'язень радянських концтаборів. Здобув популярність у 1959-1960 роках як один з лідерів неофіційних зборів творчої молоді біля пам'ятника Маяковському в Москві.

## Життєпис
Юрій Галансков уародився 19 червня 1939 року в робітничій родині. 1960 року вступив на заочне відділення історичний факультет Московського державного університету імені М. В. Ломоносова. Був відрахований після другого семестру. 1965 року вступив на вечірнє відділення факультету державного діловодства Московського історико-архівного інституту.
Був активістом неформальних поетичних читань на майдані Маяковського в Москві у 1959—1961 роках.
Політичні погляди Галанскова були досить еклектичні: вони включали в себе елементи анархічного пацифізму, солідаризму (останній рік перед арештом він тісно взаємодіяв з Народно-трудовим союзом російських солідаристів) і радикального антикомунізму. На початку 1960-х років деякі інакодумці всерйоз розглядали можливість насильницьких форм боротьби з режимом, а Галансков, як послідовний прихильник ненасильства, у 1960—1961 роках виступав з ініціативою створення «Всесвітнього Союзу прихильників загального роззброєння» і навіть написав для майбутньої організації проект програми.
1961 року Юрій Галансков входив до групи, яка випустила самвидавничий збірник «Фенікс» № 1, в якому були надруковані його вірші «Людський маніфест» і «Пролетарі всіх країн, єднайтеся». 1962 року збірник був опублікований в журналі «Грані» № 52, що видавався в Німеччині російською мовою. Другий номер «Фенікса» (або «Фенікс-66») Галансков видав самостійно. В ньому була опублікована його стаття «Організаційні проблеми руху за повне і загальне роззброєння і мир у всьому світі».
5 грудня 1965 року а брав участь в «мітингу гласності» в Москві.
19 січня 1967 року Галансков був заарештований.
12 січня 1968 року Галанскова разом з Олександром Гінзбургом, якому він допомагав у роботі над «Білою книгою» про процес Синявського і Даніеля, засудили до 7 років таборів суворого режиму (Справа Гінзбурга і Галанскова). У той же час йому діагностували виразку дванадцятипалої кишки. Відбував термін у Дубравлазі в селищі Озерному (Мордовія). Подавати прохання про помилування категорично відмовився, позаяк воно означало б визнання провини. 4 листопада 1972 помер в табірній лікарні від зараження крові після операції.
З 1989 року твори Галанскова і спогади про нього почали публікуватися в Росії. На його могилі за територією табору замість дощечки з номером дозволили поставити дерев'яний хрест. 1 вересня 1991 року останки Юрія Галанскова були перевезені до Москви і поховані на Котляковському цвинтарі.